# Cavalcada de Reis
La Cavalcada de Reis és una desfilada de carrosses que se celebra el vespre del 5 de gener, quan els Reis d'Orient (Melcior, Gaspar i Baltasar) passegen a la tarda pels carrers de les viles o ciutats amb els seus patges i ajudants, llençant caramels als nens.
Les de Barcelona, Berga, Alcoi - País Valencià (1866), Igualada (1895) i Sant Vicenç dels Horts (1896) són les més antigues de les quals es té constància realitzades de forma continuada, encara que el Diario de Barcelona ja va parlar d'una primera escenificació a Barcelona l'any 1855.
Des de 1985, TV3 retransmet cada any la cavalcada des d'una localitat diferent; algunes de les més recents han estat les de Lleida (1992), Canet de Mar (1998), Figueres (2004), Manresa (2007) Palma (2008), Martorell (2009), Badalona (2010) i Tarragona (2011), i ha anunciat que el 2012 ho farà des d'Andorra la Vella i Escaldes-Engordany (Andorra).
Al Principat d'Andorra, se celebren cavalcades de Reis a totes les parròquies, però la que destaca especialment, ha anat agafant protagonisme i és considerada festa d'interès cultural és la que fa conjuntament la parròquia d’Andorra la Vella i la d’Escaldes-Engordany des de l'any 1998.
Cada any, li toca a una de les dues parròquies començar la cavalcada i transcorre pels dos eixos comercials més importants del Principat i que connecten les dues parròquies, l'avinguda Meritxell (Andorra la Vella) i l'avinguda Carlemany (Escaldes-Engordany). Això fa, que a part dels residents de les respectives parròquies, els carrers s'omplin de turistes i de families d'altres parròquies. L’organització conjunta de la Cavalcada inclou la visita del Patge Reial el dia 4 de gener i l’arribada dels Reis el dia 5 de gener i mobilitza prop de 600 persones entre organitzadors i col·laboradors.